# Chaidari
Chaidari (in greco Χαϊδάρι?) è un comune della Grecia situato nella periferia dell'Attica (unità periferica di Atene Occidentale) con 48 494 abitanti secondo i dati del censimento 2001.

## Amministrazione

### Gemellaggi
- Villeneuve-d'Ascq